# I've Got a Secret
I've Got a Secret은 마크 굿슨과 빌 토드먼이 CBS 텔레비전을 위해 제작한 미국의 패널 게임 쇼이다. 코미디 작가 앨런 셔먼과 하워드 메릴이 제작한 이 쇼는 굿슨-토드먼의 자체 패널 쇼인 왓츠 마이 라인?의 파생작이었다. 그러나 왓츠 마이 라인처럼 유명인 패널리스트들이 참가자의 직업을 알아내려 하는 대신, 이 쇼에서는 패널들이 참가자의 비밀, 즉 그 사람에 대해 특이하거나 놀랍거나 당황스럽거나 유머러스한 점을 알아내려 했다.
I've Got a Secret의 오리지널 버전은 1952년 6월 19일 CBS에서 처음 방영되었으며 1967년 4월 3일까지 방영되었다. 이 쇼는 흑백으로 방송을 시작하여 1966년 미국에서 모든 상업 황금시간대 네트워크 프로그램이 컬러로 제작되기 시작하면서 컬러로 전환되었다.
이 쇼는 1972–1973 시즌에 주 1회 신디케이션으로 부활했으며, 1976년 6월 15일부터 7월 6일까지 CBS의 여름 대체 시리즈로 다시 방영되었다. 옥시즌은 2000년에 일일 부활 시리즈를 시작하여 2001년까지 방영했다. GSN의 두 번째 부활은 2006년 4월 17일에 시작되었으며, 2006년 6월 9일까지 매일 새로운 에피소드를 방영했다.

## 진행자와 패널리스트
이 쇼는 원래 라디오 및 텔레비전 방송인 개리 무어가 진행했다. 몇 달 동안 계속해서 패널이 바뀌다가 게임 쇼 진행자 빌 컬렌, 신랄한 코미디언 헨리 모건, TV 진행자 페이 에머슨, 배우 제인 메도스가 네 명의 고정 패널리스트가 되었다. 1958년 에머슨은 연극에 출연하기 위해 쇼를 떠났고 배우 베치 파머로 교체되었다. 그해 말, 메도스는 미국 서해안으로 거주지를 옮겼고 전 미스 아메리카 베스 마이어슨으로 교체되었다. 때때로 패널리스트 컬렌, 모건, 파머 등을 포함한 게스트 진행자들이 무어를 대신했다. 또한 다른 코미디언과 유명인들이 다른 패널들이 자리를 비웠을 때 게스트로 출연했다. 1952~67년 방영 기간 대부분의 아나운서는 존 캐넌이었다.
무어는 1963~64 시즌 후에 쇼를 떠났다. 그의 코미디 프로그램 개리 무어 쇼가 취소된 후, 무어는 아내와 함께 세계 여행을 하기 위해 텔레비전에서 은퇴하기로 결정했다. 무어는 스티브 앨런으로 교체되었는데, 앨런은 1964년 9월 21일 이 게임을 맡기 위해 자신의 신디케이트 토크쇼를 떠났다. 앨런은 또한 1972~73년 부활 기간 동안 쇼를 진행했다. 전 패널리스트 빌 컬렌은 1976년 CBS 여름 단기 방영 기간 동안 쇼를 진행했다. 이 부활 프로그램의 단골 패널리스트는 리차드 도슨, 헨리 모건, 팻 캐럴, 일레인 조이스였다.
옥시즌에서 방영된 버전은 2000년 1월부터 2001년 8월까지 스테파니 밀러가 진행했다. 이 버전의 고정 패널리스트는 짐 J. 블록, 제이슨 크라비츠, 에이미 야스벡, 테리 가를 포함했다.
GSN 버전은 빌 드와이어가 진행했으며, 이전 버전과 달리 빌리 빈, 프랭크 데카로, 저메인 테일러, 수잔 웨스텐호퍼로 구성된 고정 패널이 매 에피소드에 출연했다.

## 오리지널 시리즈

### 게임 플레이
각 에피소드는 일반적으로 두 번의 일반 참가자 라운드로 구성되었고, 이어서 유명인 게스트 라운드, 그리고 가끔 추가적인 일반 라운드가 이어졌다.

#### 표준 라운드
각 라운드는 패널이 참가자의 비밀을 알아내려 하는 추측 게임이었다. 비밀의 개념은 상당히 광범위했다. 비밀은 항상 특이하거나 놀랍거나 당황스럽거나 유머러스한 것이어야 했다. 그 비밀은 흔히 참가자에게 일어난 일, 참가자가 소유한 물건, 또는 주목할 만한 직업, 취미, 성과, 기술 등을 포함했다.
각 쇼는 한 명 이상의 참가자가 등장하면서 시작되었다. 진행자는 참가자를 소개하거나 이름과 고향을 물었다. 그런 다음 그는 "비밀을 저에게 속삭여 주세요. 그러면 집에 계신 시청자들에게 보여드리겠습니다"라고 요청했다. 참가자는 겉으로 보기에 비밀을 속삭이는 동안, 시청자와 시청자들은 화면에 텍스트 오버레이로 비밀을 보게 되었다. 그런 다음 진행자는 패널에게 단서를 주었다. 예를 들어, "비밀은 [참가자 이름]에게 일어난 일에 관한 것입니다"라고 말했다. 그런 다음 진행자는 질문을 시작할 패널리스트를 선택했다.
쇼가 처음 방영되었을 때, 각 패널리스트는 한 번에 15초씩 질문 시간을 가졌고, 순서대로 두 번 패널을 거쳤다. 패널리스트가 비밀을 추측하지 못한 채 지나간 각 질문 구간은 참가자에게 10달러를 주었고, 최대 상금은 80달러였다. 1954년 중반에 형식은 패널을 한 번만 돌고, 각 패널리스트가 막힐 때마다 20달러의 상금을 주는 것으로 변경되었다. 시간 제한은 더 이상 고정되지 않았고, 질문을 끝내는 버저 소리는 대신 제작진의 재량에 따라 결정되었다. 이는 부분적으로 쇼가 생방송으로 진행되었기 때문이며, 때로는 쇼가 제시간에 진행되도록 질문 시간을 늘리거나 줄여야 했다. 후반부로 갈수록 패널리스트들은 비밀에 너무 가까워지거나, 곧 알아낼 것으로 의심되거나, 단순히 웃음을 유발할 만한 지점에서 종종 버저 아웃되었다. 이는 부분적으로 왓츠 마이 라인?처럼 최고 상금이 인플레이션에 따라 증가하지 않았고, 상금이 게임 플레이에 비해 다소 부차적인 것이 되었으며, 시리즈가 끝날 무렵에는 현금 상금이 전혀 언급되지 않았다는 사실에 기인했다. 마찬가지로, 먼저 질문할 패널리스트를 선택하는 것 또한 결국 제작진의 전략이 되었다. 비밀이 패널리스트가 잘 아는 분야(가장 흔하게는 빌 컬렌의 기계, 과학 또는 스포츠 비밀)에 속할 경우, 그들에게 질문 중에 사전 단서를 주지 않기 위해 종종 먼저 선택되었다. 가끔 비밀이 패널리스트를 언급할 때는, 보통 그들을 마지막에 배치하도록 순서가 선택되었다.
게스트의 비밀이 추측을 통해 또는 게임이 끝난 후 진행자의 공개를 통해 밝혀진 후, 진행자는 일반적으로 비밀에 대해 참가자를 인터뷰하거나, 해당되는 경우 참가자가 비밀을 시연하는 일종의 시연을 했다. 이러한 시연에는 때때로 진행자, 그리고 가끔 한 명 이상의 패널리스트가 참여했다.
일반적인 유명인 게스트 외에도 커널 샌더스("저는 첫 사회 보장 수표로 식당을 시작했습니다"), 드러머 피트 베스트("저는 비틀즈의 멤버였습니다"), 그리고 95세 노인인 새뮤얼 J. 시모어 등 비밀을 가진 여러 저명한 사람들이 출연했는데, 그는 에이브러햄 링컨의 암살을 목격한 마지막 생존자였다(당시 5세). 1958년 "10대 감사"를 주제로 한 에피소드는 10대 비행에 대한 언론 보도에 대한 쇼의 답변이었으며, 당시 15세의 체스 챔피언 보비 피셔, 16세의 팝 스타 폴 앵카, 19세의 대학 농구 스타 오스카 로버트슨을 포함한 특이한 성과를 이룬 아홉 명의 10대들이 출연했다. 독일에서 엘비스 프레슬리의 일등 상사로 복무한 아이라 존스 상병이 출연했다. 전자 텔레비전의 발명가인 과학자 필로 판즈워스는 이 쇼에서 참가자로 유일하게 텔레비전에 출연했다.

#### 게스트 라운드

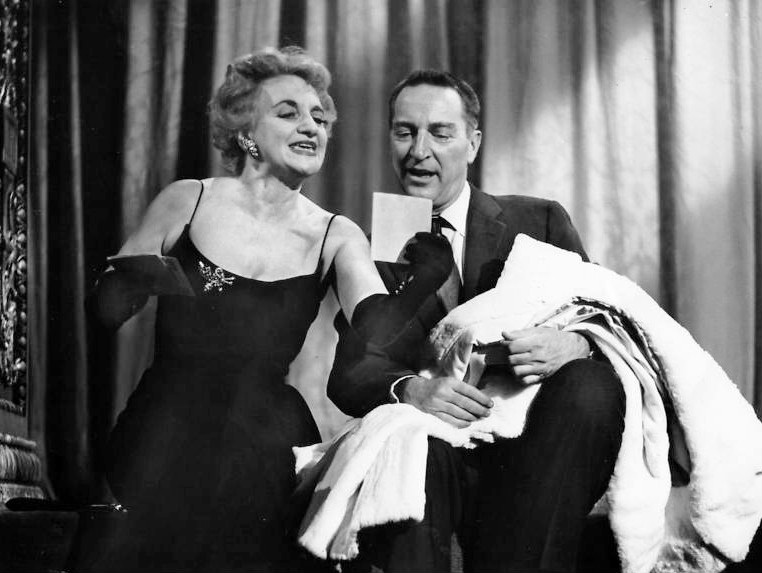
유명인 게스트 허마이어니 깅골드와 진행자 개리 무어

각 에피소드에는 유명인 게스트가 비밀을 가지고 쇼에 출연했다. 유명인은 보통 커튼 뒤에서 나와 "내 이름은 [이름]이고 나는 비밀이 있어요!"라고 말하며 에피소드를 시작했지만, 때로는 "그리고 이것은 내 비밀이에요!"라고 말하기도 했다. 쇼 초반에는 유명인들이 다른 참가자들과 유사하게 실제 개인적인 비밀을 가지고 있었다. 그러나 제작자 앨런 셔먼은 나중에 보리스 칼로프가 쥐를 무서워하는 것과 같은 이러한 유명인의 "비밀"은 종종 쇼 제작진이 꾸며낸 것이며, 유명인들은 단지 동조했을 뿐이라고 인정했다.
유명인의 "비밀"은 1950년대 중반에 점차 사라졌는데, 유명인 게스트의 활동이 패널에게 어떤 종류의 다른 게임으로 도전하는 것이 점점 더 흔해졌기 때문이다. 결국 이것이 게스트 세그먼트의 주요 용도가 되었고, 게스트의 비밀을 패널이 추측하도록 하는 가장은 완전히 사라졌다. 게스트는 단순히 패널에게 도전을 제시했다. 때로는 게스트나 그들의 현재 프로젝트와 관련이 있는 것처럼 보였지만, 다른 때에는 게스트와 전혀 관련이 없었다. 이러한 도전 중 몇몇은 나중에 같은 개념을 사용한 미래의 게임 쇼를 예견했는데, 예를 들어 우디 앨런이 아이들이 쓴 정의를 바탕으로 단어를 추측하도록 패널에게 도전한 게임이 있었고, 이것은 차일드 플레이의 기반이 되었다. 그리고 피터 포크와 수피 세일즈가 출연한 두 개의 세그먼트에서는 패널이 유아기부터 나이가 들어가는 일련의 사진을 바탕으로 유명인을 식별해야 했고, 이것은 페이스 더 뮤직의 형식에 포함되었다.
종종 비밀에는 헨리 모건이 어떤 식으로든 연루되곤 했다. 모건은 "사랑스러운 뚱한 얼굴" 성격을 가지고 있었기 때문에 작가들로부터 "이번엔 헨리를 어떻게 골탕 먹일까" 하는 장난스러운 태도를 유발했다. 때로는 그가 일주일 동안 여행을 떠나도록 보내졌는데 (종종 생방송이 끝나는 즉시 시작되었다), 이 여행은 촬영되어 다음 주에 하이라이트로 방영되었다. 이 여행 중 일부는 다음과 같다. 유명한 영국 레스토랑에서 적절한 영국 크리스마스 식사를 사기 위해 전통적인 영국식 중산모자와 모닝 코트를 입고 영국으로 보내지는 것; 로이 로저스의 목장에서 일주일 동안 일꾼으로 보내지는 것; 새로운 이론적 도박 방법을 시험하기 위해 수학자와 함께 라스베이거스 카지노에 가는 것; 그리고 앤 쉐리던과 함께 아프리카 사파리를 가는 것 (이것은 모건이 무대에서 예방 접종과 여권 사진을 찍는 즉시 시작되었다). 헨리는 또한 메트로폴리탄 오페라에서 배경 창을 드는 사람으로, 살인 미스터리 브로드웨이 연극에서 죽은 시체로, 불우 아동을 위한 산타클로스로, 그리고 다른 패널들이 그를 무자비하게 방해하는 동안 용감하게 대본을 읽는 라디오 아나운서로도 활동했다. 핼러윈 에피소드에서는 아놀드 스탱이 전통적인 "침대 시트" 유령 의상을 입고 무대에 올라 "이 의상은 헨리 모건의 침대 시트로 만들어졌다"는 비밀을 공개했다. 게임이 끝난 후 무어는 "헨리, 걱정 마세요. 우리가 찾은 곳에 다시 넣어줄게요"라고 말했고, 그 순간 중앙 무대 커튼이 올라가 모건의 침대가 드러났다.

### 쇼의 주목할 만한 게스트
I've Got a Secret는 쇼가 방영되는 동안 많은 주목할 만한 게스트를 맞이했다.
| 이름                                | 에피소드 방영일  | 비밀 |        |
| ----------------------------------- | ---------------- | --- | ------ |
| 하포 막스                           | 1954년 4월 21일  | 저는 하포 막스인 척합니다 (저는 치코입니다).                                                                                    |        |
| 보리스 칼로프                       | 1954년 10월 13일 | 저는 쥐를 무서워합니다. |        |
| 사이 영                             | 1955년 4월 13일  | 야구 명예의 전당 회원. |        |
| 로널드 레이건                       | 1955년 10월 15일 | 없음 |        |
| 새뮤얼 J. 시모어                    | 1956년 2월 8일   | 저는 존 윌크스 부스가 에이브러햄 링컨을 쏘는 것을 보았습니다.                                                                   |        |
| 클라이드 톰보                       | 1956년 10월 24일 | 저는 명왕성을 발견했습니다. |        |
| 필로 판즈워스                       | 1957년 7월 3일   | 저는 14살 때 전자 텔레비전을 발명했습니다. (판즈워스의 유일한 주목할 만한 텔레비전 출연)                                        |        |
| 보비 피셔                           | 1958년 3월 26일  | 저는 15살 때 미국 체스 챔피언이 되었습니다.                                                                                     |        |
| 아이라 존스                         | 1959년 5월 6일   | 저는 엘비스 프레슬리의 소대장이었습니다.                                                                                        |        |
| 델리아와 버티 해리스                | 1961년 4월 26일  | 저희 할아버지는 미국 독립 전쟁의 군인이었습니다.                                                                                |        |
| 비올라와 스티븐 암스트롱            | 1962년 9월 17일  | 저희 아들이 오늘 우주비행사가 되었습니다.                                                                                       | [ 7 ]  |
| 존 케일                             | 1963년 9월 16일  | 저는 18시간 동안 지속된 콘서트에서 연주했습니다. (케일은 나중에 벨벳 언더그라운드를 공동 창립했습니다).                         |        |
| 커널 샌더스                         | 1964년 4월 6일   | 저는 105.00달러의 사회 보장 수표로 KFC를 시작했습니다.                                                                          |        |
| 피트 베스트                         | 1964년 3월 30일  | 저는 2년 전에 직장을 그만두었습니다. 저는 비틀즈의 멤버였습니다.                                                                |        |
| 콜 페일렌                           | 1965년 4월 26일  | 저는 1912년 비행기를 타고 이곳에 왔습니다.                                                                                      |        |
| 데니스 오스틴, 린 오스틴, 자크 피치 | 1965년 10월 18일 | 피치의 증조할머니는 집에서 TV로 그들을 보고 계시고, 다른 두 명의 증조할머니는 무대 뒤에 계십니다.                               | [ 10 ] |
| 윌리엄 폴락                         | 1966년 6월 6일   | 저는 미국에서 여전히 운행되는 가장 오래된 자동차를 운전하고 있습니다. 1891년에 만들어진 이래로 어떤 부품도 교체되지 않았습니다. |        |

### 역사와 스타일
I've Got a Secret은 자매 쇼인 왓츠 마이 라인?보다 대부분의 면에서 덜 격식적이었다. 패널과 진행자는 일반적으로 서로 이름을 불렀다. 언급된 바와 같이, 질문에 대한 공식적인 시간 제한은 쇼 초반에 제거되었고, 시간 제한은 오락을 위해 더 많이 설정되었다. 패널의 남자들은 항상 평범한 양복이나 심지어 스포츠 재킷을 입었지만, 모건과 무어 둘 다 종종 정장 넥타이보다 나비 넥타이를 선택했다. 시리즈 후반까지 무어와 패널 멤버들은 방송 중에 담배를 피웠고, 무어는 마지막 에피소드까지 그렇게 했다. 패널은 각 에피소드 시작 시 진행자에 의해 소개되었는데, 보통 일련의 묘사적인 말장난과 함께였다.
패널은 예/아니오 질문만 하도록 되어 있었지만, 형식은 종종 완화되었고 다른 질문들이 새어 나왔다. 왓츠 마이 라인?과 달리 진행자는 패널이 잘못된 방향으로 가고 있거나 답변이 오해를 불러일으킬 수 있을 때 종종 힌트와 제안을 제공했다. 왓츠 마이 라인?과 달리 패널리스트들은 공식적으로 서로 협의할 수 없었지만, 시리즈 후반에는 패널리스트들이 서로 아이디어를 속삭이는 것에 대해 꾸짖지 않았다.
이 시리즈는 흑백으로 시작하여 1966년에야 정기적으로 컬러로 전환되었지만, 이 시대의 대부분의 프로그램처럼 기존 녹화본은 흑백이다. 이 시리즈는 방영 기간 대부분 동안 후원을 받았으며, 쇼 오프닝에는 후원사의 홍보, 세트장의 간판, 그리고 쇼 중간에 광고가 포함되었다. 일부 후원사는 수상 외에 각 참가자에게 자사 제품 샘플을 제공했다. 시리즈 후반에는 후원이 중단되었다.
I've Got a Secret은 왓츠 마이 라인?, 투 텔 더 트루스와 함께 1967년 CBS의 남은 패널 쇼가 대량으로 종영될 때 취소되었다. 이 쇼들은 여전히 재정적으로 성공적이었지만, 특히 주요 인구 통계층에서 좋은 시청률을 얻지 못했다. 세 쇼 중 I've Got a Secret은 다른 형태로 중단 없이 계속되지 않은 유일한 쇼였다. (왓츠 마이 라인?은 신디케이션으로 옮겨졌고, 투 텔 더 트루스는 주간 시리즈로 계속되었다.) 당시 진행자 스티브 앨런은 다음 해에 자신의 신디케이트 토크쇼로 돌아갔다.
이 시리즈는 1959년 영화 그것은 제인에게 일어났다에 카메오로 등장하는데, 주인공 제인이라는 인물이 쇼의 참가자로 출연한다. 무어와 전체 패널은 쇼의 가상 에피소드에서 자신을 연기했다.
1960년 1월, 굿슨-토드먼의 판매 결과로 이 쇼는 CBS와 무어가 공동 소유한 Telecast Enterprises, Inc.의 제작물이 되었다.
1992년 카시-워너는 1993년 가을에 쇼를 부활시키고 빌 코스비의 유 벳 유어 라이프 부활과 신디케이션에서 짝을 이루려고 시도했다. 그러나 막판에 계획이 무산되었다. 따라서 방영되지 않았다. 또한 이 쇼는 영구적인 진행자나 네 명의 패널리스트를 전혀 발표하지 않은 유일한 버전이었다.
2023년 3월, 엠버시 로우, 워너 엔터테인먼트, 게임 쇼 엔터프라이즈 스튜디오가 잠재적인 부활을 위해 한 시간짜리 파일럿을 제작할 것이며, 케이티 놀란이 진행을 맡을 것이라고 발표되었다. 파일럿의 패널리스트로는 니키 글레이저, 콜튼 던, 크리스텔라 알론소, 마테오 레인이 포함된다.

### 상품
1956년 뉴욕 시의 Lowell Toy Manufacturing Corporation에서 상자 표지에 진행자 개리 무어가 그려진 I've Got a Secret 가정용 게임이 출시되었다.

## 부활 버전의 변화

### 1970년대 부활 버전

1972년 세트에 있는 큰 로고

1976년 부활 버전에 사용된 네온 로고

1970년대 부활 버전의 형식은 기본적으로 오리지널 시리즈와 변경되지 않았다. 다만, (매주 멤버가 바뀌는) 패널에 대한 도전 대신 유명인의 비밀이 다시 등장했다. 리차드 도슨은 1970년대 두 버전 모두에서 고정 패널리스트로 활동했으며, 배우 팻 캐럴도 자주 패널로 출연했고, 헨리 모건도 몇 차례 패널로 등장했다. 전 패널리스트 스티브 앨런은 1972년부터 1973년까지 신디케이트 버전을 진행했고, 빌 컬렌은 1976년 CBS 버전을 진행했다.

### 옥시즌 부활 버전
옥시즌 부활 버전에서는 각 패널리스트에게 질문 시간으로 45초가 주어졌다. 참가자는 각 패널리스트를 막을 때마다 250달러를 벌었고, 전체 패널을 막으면 총 1,000달러를 벌었다. 스테파니 밀러가 이 버전을 진행했으며, 쇼의 세트는 고급 도시 아파트와 유사했다. 옥시즌 부활 버전은 120개 이상의 에피소드를 방영했다. 스티브 앨런(사망 전 마지막 주요 출연 중 하나)과 베치 파머는 한 에피소드에 특별 게스트로 출연했다.

### GSN 부활 버전
GSN 부활 버전에서 각 패널리스트에게는 질문 시간으로 40초가 주어졌고, 한 번의 회의가 허용되었다. 전체 패널을 막으면 참가자는 1,000달러와 베벌리힐스에서 2인 식사권을 받았다. 프로그램 말미의 고지문에는 참가자들에게 출연료도 지급된다고 명시되어 있었다. 탈락한 참가자들도 불특정한 작별 선물을 받았다. 피아노 저글러 댄 메넨데즈를 포함하여 몇몇 소규모 연예인들이 쇼에서 공연을 시연했다. 부활 버전의 또 다른 요소는 모든 패널리스트가 공개적으로 동성애자였다는 점인데, 이는 진행자 빌 드와이어가 패널의 "스트레이트맨"으로 소개될 때와 같이 이중적 의미로만 언급되었다.

## 에피소드 상태
왓츠 마이 라인?과 마찬가지로 오리지널 시리즈의 1952년 첫 시즌의 일부 초기 에피소드는 유실된 것으로 보인다. 1952년 후반부터 1967년 취소될 때까지 대부분의 에피소드는 오리지널 흑백 키네스코프 필름의 디지털 전송본으로 존재하는 것으로 보인다. 그러나 극적으로 다른 설정을 특징으로 했던 첫 번째 에피소드는 유실된 것으로 추정된다.

### GSN
이 시리즈의 상당 부분은 방영될 가능성이 낮은데, 이는 쇼가 오랫동안 윈스턴 담배의 후원을 받았기 때문이다. 윈스턴은 여전히 존재하는 브랜드이며, 담배 광고는 1971년 1월부터 라디오와 텔레비전에서 금지되었다. 실제로 1956년 새뮤얼 J. 시모어, 즉 에이브러햄 링컨 암살을 목격한 인물에 대한 에피소드에서 상금에는 80달러(2022년 기준 $762에 해당)와 윈스턴 담배 한 상자가 포함되었다. 시모어는 담배를 피우지 않았기 때문에 대신 프린스 앨버트 파이프 담배를 받았다. 이것이 법적으로 의무화된 것인지, 아니면 단순히 GSN의 선택인지는 불분명하다. GSN은 지난 몇 년 동안 윈스턴이 후원한 많은 에피소드를 방영한 바 있다. 또한, 이 네트워크는 이전 쇼 방영에서 건너뛴 것으로 알려진 여러 에피소드를 건너뛰었다. 이는 다른 에피소드가 유실되었거나 GSN이 방영하기에 상태가 좋지 않다는 것을 의미할 수 있다.
1976년 방영분(상태는 현재 알 수 없지만, 해당 버전의 파일럿 에피소드(첫 방영분으로도 방영됨)는 현재 유튜브에서 시청할 수 있다)을 제외하고, Secret의 모든 후속 부활 버전은 전체가 존재한다. 마지막 회는 오디오로도 이용 가능하다. GSN은 1972–73년 신디케이트 버전의 단일 에피소드를 가끔 방영했다.

### 버즈르
프리맨틀이 소유한 지상파 디지털 채널 버즈르는 투 텔 더 트루스와 왓츠 마이 라인?과 함께 이 프로그램을 두 시간 블록으로 방영했다. 각 에피소드는 원본 광고(담배 광고 제외)를 포함하여 무삭제로 40분 슬롯에 방영된다.

## 닐슨 시청률
1952년부터 1967년까지 I've Got a Secret은 15개 시즌 중 10개 시즌 동안 텔레비전 쇼 상위 30위 안에 들었으며, 1957–58 시즌에는 5위까지 올랐다.

## 주제가
1952년부터 1961년까지 쇼에 사용된 첫 번째 주제가는 리로이 앤더슨의 "Plink, Plank, Plunk!"였다(이 주제가는 Classic TV Game Show Themes 앨범에서 들을 수 있지만, CD에서는 노먼 패리스의 곡으로 표기되었다).
1961년부터 1963년까지 사용된 두 번째 주제가는 막스 슈타이너의 "A Summer Place의 테마"를 활기차게 편곡한 것이었다.
세 번째 주제가는 1963년부터 1967년까지 사용되었다. 이는 쇼의 음악 감독인 노먼 패리스가 작곡하고 라이브 스튜디오 콤보가 연주한 활기차고 경쾌한 행진곡으로, 피콜로와 실로폰이 특징이다. 이 곡은 학교 운동장의 놀림과 널리 연관된 친숙한 멜로디를 인용했는데, 어린이들이 "I've got a secret!"이라고 장난스럽게 노래할 수 있는 멜로디였다.
스티브 앨런이 진행한 CBS 에피소드에서 그의 등장 시 태그로 사용된 것 외에도, 앨런의 작곡 "디스 쿠드 비 더 스타트 오브 썸싱"은 1972년에 에드 칼레호프가 스코어 프로덕션을 위해 편곡한 오프닝 테마로 사용되었다. 1972년 버전의 엔딩 테마 역시 칼레호프가 작곡했다.
팀 모셔와 스토커는 2000년 주제가를 작곡했으며, 앨런 에트와 스콧 리겟은 빌 드와이어의 2006년 GSN 버전 쇼를 위해 활기찬 재즈 테마를 기여했다.

## 국제 버전
| 국가           | 이름              | 진행자          | 채널         | 방영일    |
| -------------- | ----------------- | --------------- | ------------ | --------- |
| 오스트레일리아 | I've Got a Secret | 에릭 피어스     | HSV 7        | 1956–1958 |
| 오스트레일리아 | I've Got a Secret | 돈 세콤         | QTQ 채널 9   | 1967–1973 |
| 프랑스         | J'ai un Secret    | 피에르 벨르마르 | TF1          | 1982–1983 |
| 일본           | My Secret         | 다카하시 케이조 | 일본방송협회 | 1955–1967 |
| 영국           | I've Got a Secret | 벤 라이온       | ITV          | 1956      |
| 영국           | I've Got a Secret | 톰 오코너       | BBC1         | 1984–1988 |

오스트레일리아 버전의 쇼가 브리즈번의 QTQ 채널 9에서 1967년부터 1973년까지 제작 및 방영되었다. 이 쇼는 뉴스 캐스터 돈 세콤이 진행했으며, 미국의 원작과 마찬가지로 론 캐디, 바베트 스티븐스, 조이 챔버스(호주 게임 쇼 거물 레그 그런디의 미래 아내)를 포함한 고정 유명인 패널리스트들을 특징으로 했다.
다른 오스트레일리아 버전은 1956년 멜버른에서 방영되었으며, 에릭 피어스가 진행했다. 이 쇼는 그 도시의 첫 텔레비전 방송 주이자 텔레비전 방송국 HSV 7의 개국일(11월 4일)에 미국 여배우 진 무어헤드를 게스트 패널리스트로 하여 첫 선을 보였다. 방영 기간 동안 올리브 와이키스, 셜리 세실, 존 프리드, 프레디 보울러, 잭 다이어와 같은 고정 패널리스트들이 출연했다. 이 특정 버전이 언제 종료되었는지는 명확하지 않지만, 1958년에도 여전히 방영 중이었다. 이 버전의 키네스코프가 존재하는지는 알려져 있지 않다.
일본 버전은 일본방송협회에서 1955년부터 1967년까지 마이 시크릿(My Secret)이라는 이름으로 방영되었으며, 다카하시 케이조가 진행했다.
프랑스 네트워크 TF1은 1982년부터 1983년까지 피에르 벨르마르가 진행하는 J'ai un Secret을 방영했다.
두 가지 버전이 영국에서 제작되었다. 첫 번째는 애소시에이티드-레디퓨전이 제작하여 1956년 ITV에서 방영되었다. 이 버전은 미국 출신 벤 라이온이 진행했다. 두 번째 버전은 1984년부터 1988년까지 BBC1에서 방영되었으며, 톰 오코너가 진행했다.